# Stac an Armin
Stac an Armin (schottisch-gälisch: Stac an Àrmainn, deutsch etwa „Stac der Krieger“) ist eine steil aufragende Felsinsel (Stac) im St.-Kilda-Archipel vor der Westküste Schottlands.
Der Stac ragt 191 Meter über die Meeresoberfläche (die Höhenangaben variieren in der Literatur etwas), womit er der höchste Stac in Großbritannien ist. Er liegt etwa 400 m nördlich von Boreray und hat eine Grundrissfläche von 9,9 Hektar. Stac an Arnim war nie dauerhaft besiedelt, jedoch existieren etwa 70 kleinere Depots und eine kleine Hütte, die von den Bewohnern St. Kildas errichtet wurde. Sie nutzten den Stac früher, um Vögel zu erbeuten oder deren Eier zu sammeln. Die Felseninsel dient geschätzt mehr als 10.000 Basstölpel-Paaren als Brutstätte. Als Teil der St. Kilda-Inselgruppe gehört der Stac zum UNESCO-Weltnaturerbe.
Wegen eines Ausbruchs der Pocken auf der nahegelegenen Insel Hirta wurden 1727 insgesamt elf Personen mehrere Monate in Quarantäne auf Stac an Armin gehalten.

## Der letzte Riesenalk auf den Britischen Inseln
Auf Stac an Arnim wurde im Juli 1840 der letzte auf den Britischen Inseln lebende Riesenalk durch zwei Einheimische getötet. Der Grund für die Tötung ist nicht zweifelsfrei überliefert. Möglicherweise war es Aberglauben, vielleicht aber auch eine Auftragsarbeit, da schon damals die Naturkundlichen Museen Europas beachtliche Summen bezahlten, um an einen Balg des extrem selten gewordenen Vogels zu gelangen. Die weltweit letzten Exemplare dieses großen Vogels, der als „Pinguin des Nordens“ einst im ganzen Nordatlantik verbreitet war, wurden wenige Jahre später am 3. Juni 1844 auf Eldey bei Island getötet.

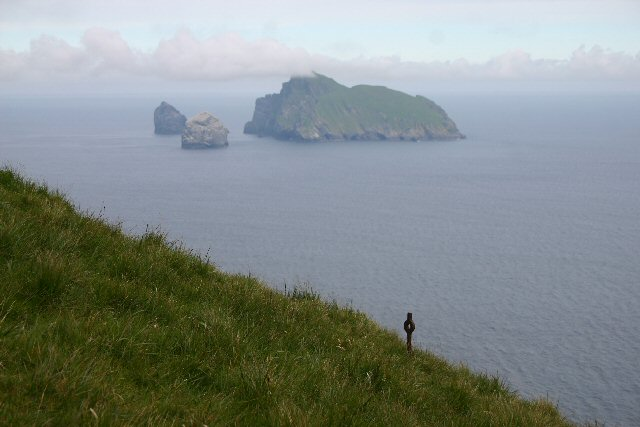
Blick von Hirta. Von links nach rechts: Stac an Armin, Stac Lee und Boreray
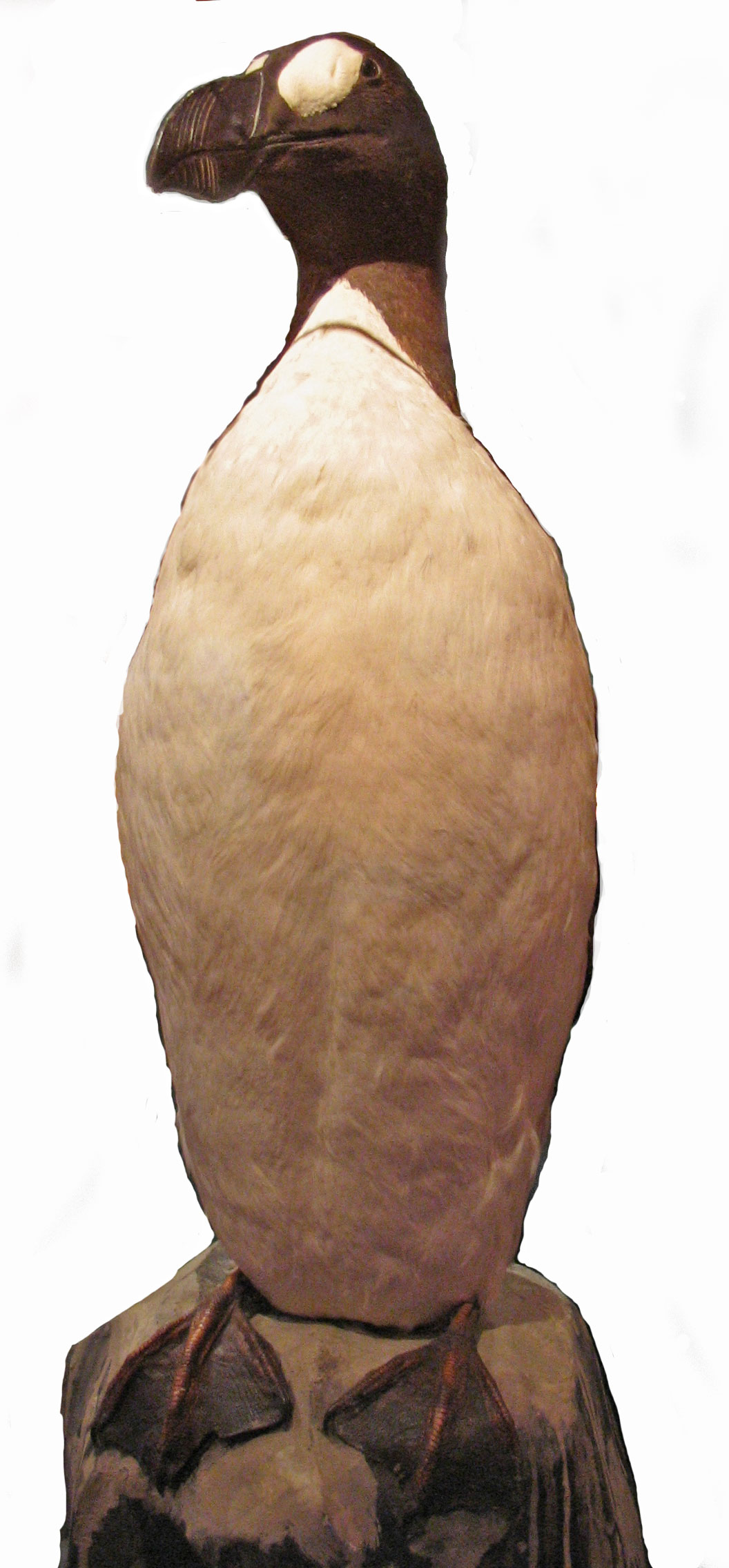
Ausgestopfter Riesenalk aus einer Sammlung, Leipzig